# Good Hope (Alabama)
Pour les articles homonymes, voir Goodhope.
Good Hope est une ville du comté de Cullman  dans l'État d'Alabama, aux États-Unis,.
Elle est voisine avec Cullman, le siège du comté. La ville est incorporée en avril 1962.

## Histoire
La région commence à être colonisée durant les années 1840. La ville est nommée d'après l'église baptiste, construite en 1842 et baptisée Good Hope.

## Démographie
| 1970 | 1980  | 1990  | 2000  | 2010  |
| ---- | ----- | ----- | ----- | ----- |
| 840  | 1 442 | 1 700 | 1 966 | 2 264 |

## Source de la traduction
- (en) Cet article est partiellement ou en totalité issu de l’article de Wikipédia en anglais intitulé « Good Hope, Alabama » (voir la liste des auteurs).